# دهستان امیرآباد (کامیاران)
دهستان امیرآباد نام دهستانی در بخش موچش شهرستان کامیاران، استان کردستان در ایران است. براساس سرشماری مرکز آمار ایران در سال ۱۳۸۵، جمعیت آن ۷۳۳۰ نفر (۱۷۲۷ خانوار) بوده‌است.